# Hockweiler

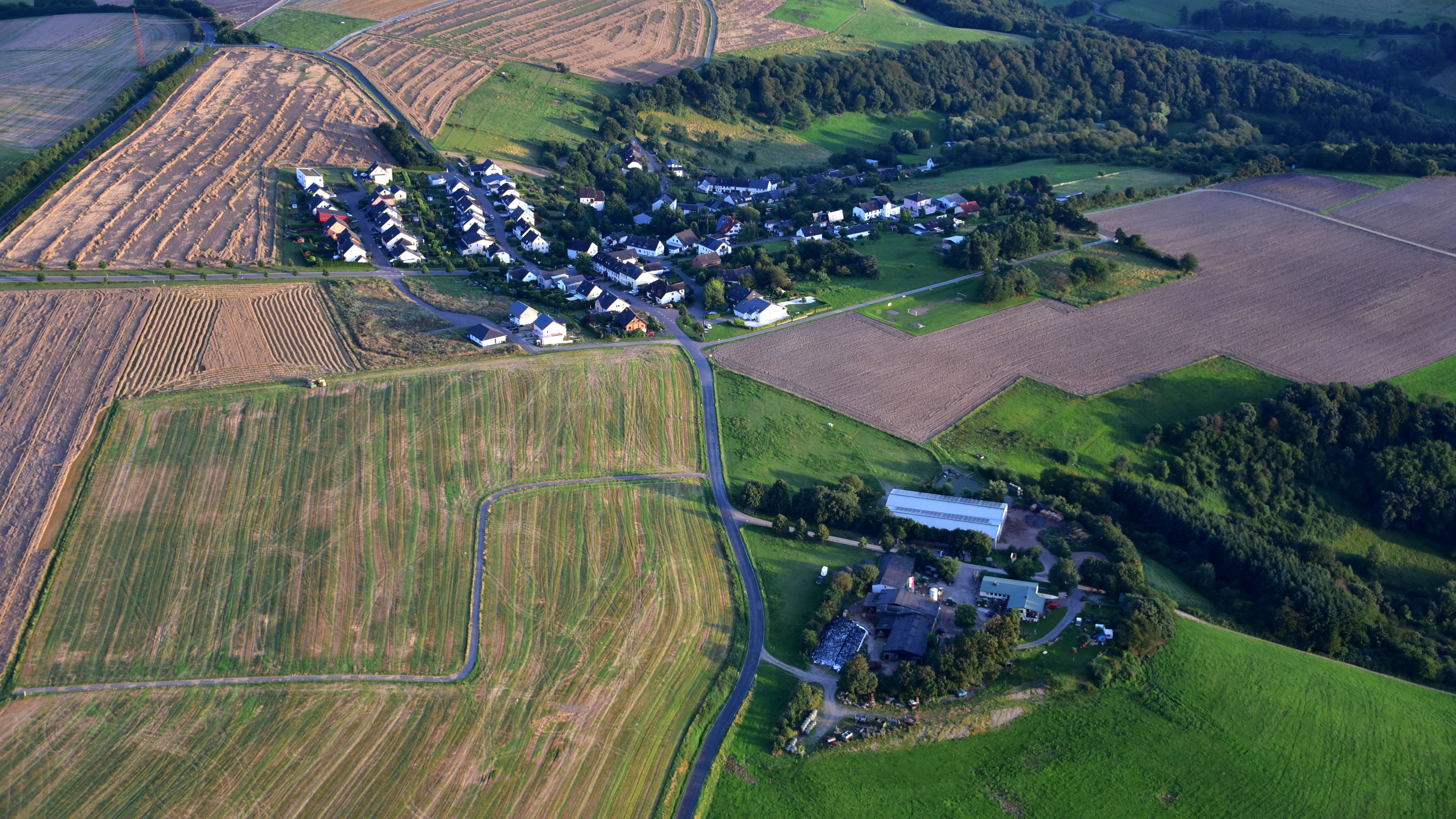
Hockweiler, Luftaufnahme (2016)

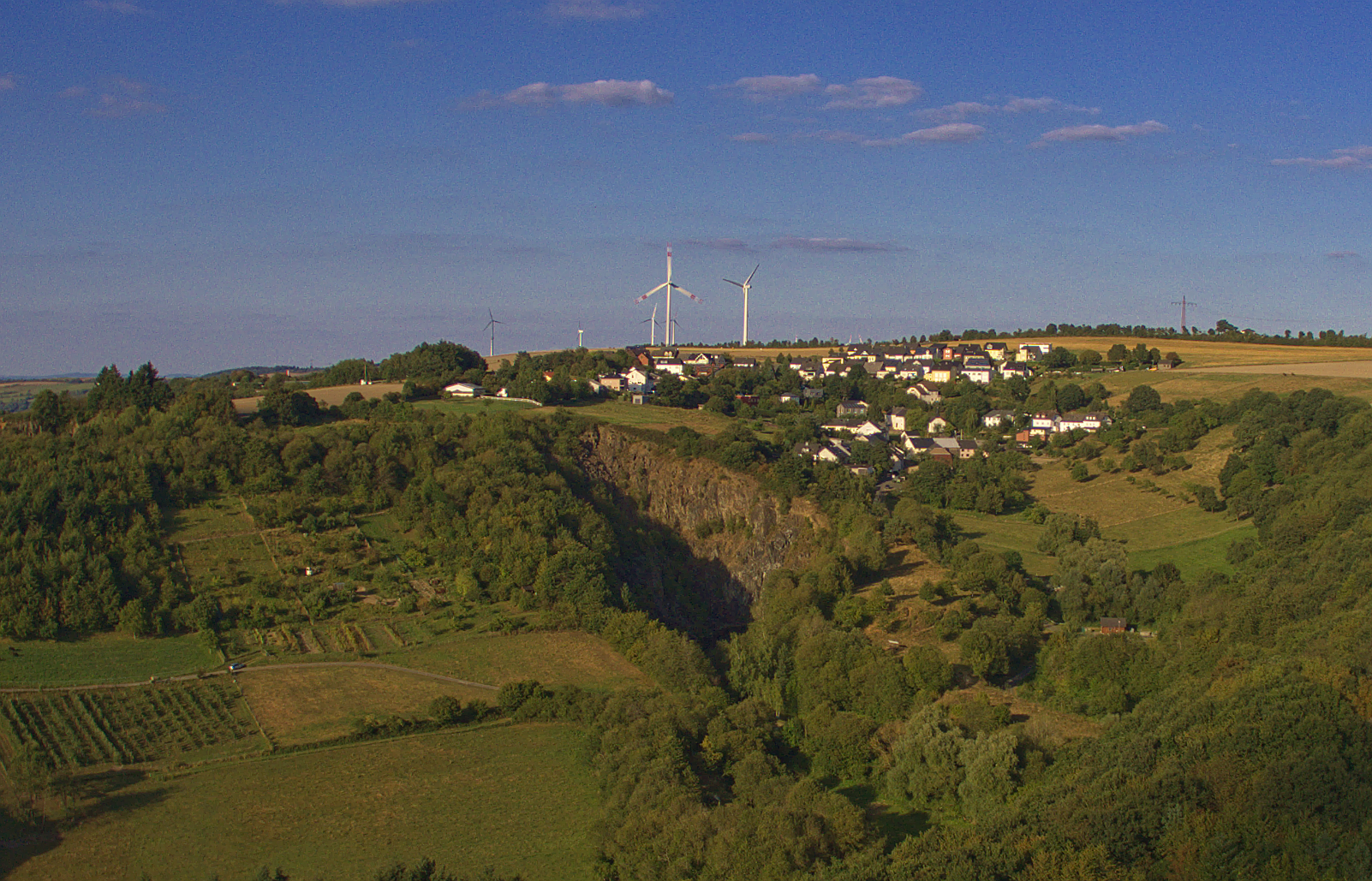
Hockweiler – im Vordergrund der ehemalige Steinbruch mit dem Silbersee

Hockweiler ist eine Ortsgemeinde im Landkreis Trier-Saarburg in Rheinland-Pfalz. Sie gehört der Verbandsgemeinde Trier-Land an.

## Geografie
Hockweiler liegt etwa 7 km südlich von Trier auf der Saar-Ruwer-Hunsrück-Hochfläche. Der Geländerücken Riedel, auf dem der Ort liegt, fällt an der westlichen Gemeindegrenze steil rund 150 Meter zum tief eingeschnittenen Tal des Grundbachs ab. Zwischen dem Ortskern und dem Grundbachtal befindet sich ein Steinbruchsee, auch „Silbersee“ genannt, ein etwa 1 Hektar großer, von allen Seiten von imposanten 70 Meter hohen Steilwänden umgebender See, der durch den zwischen 1958 und 1974 erfolgten Abbau von Diabas entstanden ist.
Zu Hockweiler gehört auch der Wohnplatz Lindenhof.
Nachbargemeinden sind von Norden im Uhrzeigersinn: Trier (Stadtteile Kernscheid und Irsch), Gusterath, Pluwig und Franzenheim.

## Geschichte
Bis zum Ende des 18. Jahrhunderts gehörte Hockweiler zur Pflege Waldrach im Amt Pfalzel des Kurfürstentums Trier.
Nach der Inbesitznahme des Linken Rheinufers durch französische Revolutionstruppen gehörte der Ort von 1798 bis 1814 zum Kanton Konz im Saardepartement und kam 1815 aufgrund der auf dem Wiener Kongress getroffenen Vereinbarungen zum Königreich Preußen. Im Jahr 1816 wurde die Gemeinde dem Landkreis Trier zugeordnet und gehörte von 1822 an zur Rheinprovinz. Unter der preußischen Verwaltung gehörte Hockweiler zur Bürgermeisterei Irsch.
Nach dem Ersten Weltkrieg gehörte das gesamte Gebiet zum französischen Teil der Alliierten Rheinlandbesetzung. Nach dem Zweiten Weltkrieg wurde Hockweiler innerhalb der französischen Besatzungszone Teil des damals neu gebildeten Landes Rheinland-Pfalz.
Von 1958 bis 1974 wurde das Diabasvorkommen, welches bereits zuvor Steine für den Hausbau geliefert hatte, industriell abgebaut. Da der Abbau bis zu den grundwasserführenden Schichten erfolgte, bildete sich im ehemaligen Steinbruch nachfolgend der „Silbersee“.
Bevölkerungsentwicklung
Die Entwicklung der Einwohnerzahl von Hockweiler, die Werte von 1871 bis 1987 beruhen auf Volkszählungen:
| Jahr | Einwohner |
| ---- | --------- |
| 1815 | 65        |
| 1835 | 83        |
| 1871 | 126       |
| 1905 | 150       |
| 1939 | 120       |
| 1950 | 143       |

| Jahr | Einwohner |
| ---- | --------- |
| 1961 | 132       |
| 1970 | 158       |
| 1987 | 179       |
| 1997 | 171       |
| 2005 | 263       |
| 2023 | 297       |

## Politik

### Gemeinderat
Der Gemeinderat in Hockweiler besteht aus sechs Ratsmitgliedern, die bei der Kommunalwahl am 9. Juni 2024 in einer Mehrheitswahl gewählt wurden, und dem ehrenamtlichen Ortsbürgermeister als Vorsitzendem.

### Ortsbürgermeister
Edwin Christen wurde im November 2024 zum Ortsbürgermeister von Hockweiler gewählt.
Die Vorgänger waren:
- Josef Peters, bis 2004
- Gertrud Kiesmann, 2004 bis 10. August 2018
- Rolf Scherf, ab 23. Oktober 2018
- Uwe Seher, vom 13. August 2019 bis 15. September 2022[6]
- Michael Kiesmann, von Januar 2023 bis November 2024[7][8][9][10]

## Kultur und Sehenswürdigkeiten
In der Denkmalliste des Landes Rheinland-Pfalz (Stand: 2021) sind folgende Kulturdenkmäler genannt:
- Katholische Filialkirche St. Maria Himmelskönigin, kleiner Saalbau (bezeichnet 1887), Brunnenstraße
- Hofanlage, Streckhof (bezeichnet 1836), Brunnenstraße 22

## Verkehr
Die durch den Ort führende Kreisstraße 51 verbindet Hockweiler im Norden mit Irsch; im Osten trifft sie auf die L 143 von Filsch nach Pluwig. Nächste Bundesstraße ist die B 268, etwa 5 km westlich.
Es besteht eine Busverbindung nach Trier und Hermeskeil im Rahmen des Verkehrsverbunds Region Trier.
Die nächsten Bahnhöfe sind Trier HBF und Trier Süd.